# 稼依水库
稼依水库是中国云南省文山壮族苗族自治州砚山县境内的一座水库，位于稼依河上，建于1940年7月，原称石洞水库。水库总库容2091万立方米，兴利库容1742万立方米，集雨面积为371.5平方千米，校核洪水位1452.49米，正常蓄水位1451.93米。主坝为均质土坝，坝高13.9米，坝顶长358米、宽4.5米；副坝长141米。